# 1360.
1360. je sedmo desetletje v 14. stoletju med letoma 1360 in 1369. 